# Thomas Becker (Kanute)
Thomas Becker (* 6. Juli 1967 in Hilden) ist ein ehemaliger deutscher Kanute. Er wurde 1996 Olympiadritter im Kanuslalom.
Becker gewann bei der Weltmeisterschaft 1991 in Tacen zusammen mit Michael Glöckle und Michael Seibert hinter der französischen Mannschaft die Silbermedaille. Als bei den Olympischen Spielen 1992 der Kanuslalom nach zwanzig Jahren wieder auf dem Programm stand, war Becker im Einer-Kajak mit dabei, schied aber in der Qualifikation als 26. aus. Bei der Weltmeisterschaft 1995 in Nottingham belegte Becker in der Einzelwertung den vierten Platz, in der Mannschaftswertung siegte er zusammen mit Oliver Fix und Jochen Lettmann. Oliver Fix, der Weltmeister von 1995, siegte auch bei den Olympischen Spielen 1996 in Atlanta, hinter dem Slowenen Andraž Vehovar erkämpfte Becker die Bronzemedaille. 1997 bei der Weltmeisterschaft im brasilianischen Três Coroas gewann Becker den Titel in der Einzelwertung, in der Mannschaft belegte er zusammen mit Lettmann und Holger Häffner den dritten Platz. 1998 gewann Becker seinen ersten Deutschen Meistertitel im Einer-Kajak, 1999 und 2001 sollten zwei weitere folgen. Bei der Weltmeisterschaft 1999 im spanischen La Seu d’Urgell gewann das deutsche Team mit Becker, Ralf Schaberg und Jakobus Stenglein den Mannschaftstitel. Seinen dritten Weltmeistertitel in der Mannschaftswertung gewann Becker 2002 in Bourg-Saint-Maurice zusammen mit Claus Suchanek und Thomas Schmidt.
In Solingen wurde Thomas Becker zum Sportler des Jahres 1991, 1993, 1995 bis 1997 und 2001 gewählt.
Seit Ende seiner Karriere als Leistungssportler trainiert Thomas Becker Interessenten am Wildwasser-Kanusport in seiner Heimat auf der Wupper im Bergischen Land bei Solingen.